# Barkudia insularis
Barkudia insularis — вид сцинкоподібних ящірок родини сцинкових (Scincidae). Ендемік Індії.

## Поширення й екологія
Barkudia insularis відомі з кількох місцевостей, що лежать на узбережжі штату Одіша на сході Індії, зокрема з острова Баркуда в лагуні Чиліка. Вони живуть в чагарникових і напіввічнозелених лісах, де риють нори в пухкому ґрунті між корінням дерев. Ведуть нічний спосіб життя, живляться комахами.

## Збереження
МСОП класифікує цей вид як такий, що перебуває на межі зникнення. Barkudia insularis загрожує знищення природного середовища.